# 肉唇象法螺
肉唇象法螺（学名：Cymatium sarcostomum）为法螺科梭法螺屬下的一个种。